# سادي ومايبري أوجلسباي
سادي أوجلسباي (10 أبريل 1881، كونكورد، نورث كارولينا – فبراير 1956، بوسطن، ماساتشوستس) ومايبري أوجلسباي (14 يناير 1870، ساوث كارولينا – 19 مايو 1945، بوسطن، ماساتشوستس) كانا من أوائل الأمريكيين من أصل أفريقي بهائيين. تزوج الثنائي في أكتوبر 1901 واهتما بالإيمان البهائي في عام 1913، ثم انضما إلى الديانة في عام 1917. كان مايبري ظاهراً في تغطيات الصحف لأول مرة كبهائي منذ عام 1920. كان مايبري خادماً في قطارات بولمان طوال حياته ورئيساً لمكتب بوسطن لجمعية أخوة عمال السيارات النائمة في عام 1936. ذهبت سادي في الحج في البهائية وقابلت شوقي أفندي، الذي كان حينها زعيم الإيمان البهائي، في مارس 1927. كانت قضايا العرق جزءاً بارزاً من المحادثات أثناء الحج بالإضافة إلى محادثات حول تشجيع سادي على بذل جهد أكبر في تشجيع البيض على وحدة العرق بالإضافة إلى السود. كانت سادي الثالثة التي تقوم بالحج، وأول امرأة سوداء تقوم بالحج، وأول حاج أسود يقابل شوقي أفندي كقائد للدين. بعد هذه التجربة، كرست سادي سنواتها الأخيرة لإلقاء الأحاديث وحث البهائيين على الوحدة العرقية التي دعا إليها شوقي أفندي. كما عملت سادي ودرست كممرضة. تم انتخاب الأوجلسباي كلاهما للجمعية الروحية في بوسطن حيث عملت سادي كثيراً كسكرتيرة وأحياناً كأمينة صندوق. علق البهائي البارز لويس ج. جريجوري أن مجتمع البهائيين في بوسطن كان متكاملاً بحلول عام 1935 بنسبة كبيرة من الملونين وذلك إلى حد كبير بفضل عمل سادي.

## شنكلز من نورث كارولينا
تظهر سجلات التعداد السكاني للولايات المتحدة لعام 1910 و1920 و1930 أن سادي إي جي أوغلسبي ووالديها كانوا من نورث كارولينا وكانت ممرضة؛ في الواقع كانت رئيسة الممرضات في السنوات اللاحقة. كانت، بالفعل، ممرضة في نورث كارولينا. كان لدى الممرضة إس إي جي شنكل ثلاث مقالات صحفية تذكرها كممرضة ملونة تجمع الأموال لمستشفى ملون في باينهيرست/ساوثرن باينز وسعت بنشاط إلى الحصول على مساهمات من الأشخاص البيض لدعم المستشفى الملون للمرضى من "الاستهلاك" (السل).
هي جاءت من عائلة شانكل الثرية الملونة من بالقرب من كونكورد، وهو مكان يسمى أحيانًا شانكلتاون. كان بطريرك العائلة هو ويت شانكل. لقد أصبح موضوع الأخبار في عام 1890 مع بغلته في معرض المقاطعة. فقدت سادي شقيقًا في انفجار منجم في مقاطعة تشاثام في عام 1895. وفي غضون سنوات قليلة ستفقد شقيقة، ووالدها في 1903. وُلدت سادي في 10 أبريل، 1881.
سادي أوغليسباي تدربت كممرضة في مدرسة ديكسي لتدريب الممرضات. سادي لا تظهر في أي من سجلات جامعة شو في تسعينيات القرن التاسع عشر.

## أوغليزبي في كارولاينا الجنوبية
تتفق تعدادات الولايات المتحدة للأعوام 1910، 1920، 1930 و1940 على أن مابري سي أوغليزبي وُلد في كارولاينا الجنوبية. وُلد مابري تشيسلي أوغليزبي في 14 يناير 1870. بعض أفراد عائلة أوغليزبي من أصول مختلطة إسكتلندية-إيرلندية وشيروكي وغالبًا ما يُطلق عليهم مولاتو. كانت العائلة من الأشخاص الملونين الأحرار. مابري كان يُشار إليه في بعض الأحيان على أنه مولاتو في تعداد الولايات المتحدة.
في الوقت الحالي، لا تُعرف والدي مابري أوغلسبي وعلاقتهم ببقية عائلة أوغلسبي.

## متزوج
تزوج مابري سي أوغلسبي وسادي إي ج شانكل في واشنطن العاصمة، 17 أكتوبر 1901. كان عمره 31 وهي 20. رزقا بطفل ولد في سنة 1902. في نوفمبر 1903 اشترى الأوغلسبي المنزل في 32 شارع سياتل في بوسطن ربما بناءً على الإرث من والد سادي الذي توفي في سبتمبر - كانت قيمة المنزل والأرض 3300 دولار حينها. سيعادل ذلك أكثر من 85،000 دولار في عام 2018.
بينما بدأ مابري حياته كحمال قطار  بدأ أيضًا حياة اجتماعية. قاموا بتنظيم حفلات استقبال وجولات سياحية عند زيارة أخت مابري في عام 1907. في عام 1908 ذكرت سادي كرئيسة للممرضات في مدرسة نيويورك لتدريب الممرضات وناقشت أيضًا ورقة في نادي مساء الخميس. كذلك ألقت سادي محاضرة في سانت مارك نيويورك للأدب عن "المرأة في السلام والحرب" حول مكانة المرأة الحاسمة في المجتمع.
الزوجان ذهبا معًا للاستماع ومناقشة ورقة تم تقديمها من قِبل أرشيبالد غريمكي في نادي أمسيات الخميس في ديسمبر 1908. في عام 1909 كانت سادي عضوًا في اللجنة التنفيذية لاتحاد سانت مارك الموسيقي والأدبي.
تعداد أبريل 1910 يجد مابري سي و سادي إي ج أوغلسبي يعيشون في شارع سياتل في بوسطن مع ابن أخ ونزيل. كما يقول إنهم كانوا متزوجين لحوالي 8 سنوات مع طفل واحد مولود.
سادي قدمت ورقة في تمارين مدرسة الأحد في يوليو 1912،  ومن المعروف أنها ألقت خطابًا في براعم الوعد في أواخر 1913.

## الإيمان البهائي
تقول السيرة الذاتية في العالم البهائي لعام 1946 لمابر أن عائلة أوغلي واجهت الدين في عام 1913، ودرسوا مع هارلان وغريس أوبر، واقتنعوا به في عام 1917. حضر الأوغليزبس المؤتمر الوطني البهائي لعام 1920، وبدأوا في عقد اجتماعات في بوسطن للدين. تحدث مابر في اجتماعات البهائي التي تعقد بشكل دوري كل يوم أحد بعد الظهر. استضافت عائلة أوغليبي فاضل مازندراني، وهو عالم فارسي في الدين أرسله عبد البهاء، رئيس الدين في ذلك الحين. ألقى خطابًا في 13 يوليو في منزلهم خلال جولة له في الولايات المتحدة بين التواريخ التي عقدت في المدينة. كان مابر المتحدث في قاعة تشونسي، في 12 ديسمبر 1920، حول "الوحي البهائي - أمل المسيحية". كانت قاعة تشونسي مقرًا لمنظمتين للدفاع عن حقوق النساء قبل عقد من الزمن ولا يزال المبنى قائمًا.
تعداد السكان لعام 1920 يجد ميبري سي وسادي إي أولجسبي، وابنتهما بيرثا آر، في شارع ألبين. كانوا يمتلكون منزلاً. لا يوجد ذكر لطفل عام 1902 - إما أنه/أنها قد انتقل من المنزل بعمر 18 عامًا، أو قد توفي في هذه الأثناء. ولدت ابنتهما بيرثا في مقاطعة كولومبيا وذهبت إلى المدرسة وكانت تبلغ من العمر 8 سنوات، ولدت في 1912.
عام 1921 افتُتح في 9 يناير بإلقاء مابري محاضرة عن مشرق أذكار (ويلميت، إلينوي). لاحظ البهائيون في تشونسي هول تقديم مابري محاضرات في أبريل. عاد مابري لإلقاء محاضرة أخرى بعد شهر. في مايو، أفاد مابري عن كابل مترجم أُرسل إلى المؤتمر الوطني من ʻعبدالبهاء.
كانت تُعقد عدة اجتماعات في الأسبوع في بوسطن في ربيع عام 1922، وهناك تقارير في نوفمبر عن اجتماعات، بما في ذلك في منزل أوغلسباي أيام الثلاثاء. كان من المقرر أن يُلقي مابري حديثًا في قاعة تشونسي بعنوان "الأمل الجديد" في 4 فبراير 1923. خلال المؤتمر الوطني لعام 1923 كان مابري في لجنة اعتماد المندوبين.
بينما لم يُذكر أي شيء حتى الآن لعام 1924، بدأ شهر يناير 1925 باعتقال مابري بتهمة سرقة الخمور. لكن وُجِدَ أنه بريء وكان يمثله في المحكمة البهائي المعروف ألفريد إي لونت. في فبراير كان مابري مقررًا أن يتحدث عن "خادم الإنسانية" في مركز البهائي ببوسطن في أحد الاجتماعات المسائية المعتادة يوم الأحد. في المؤتمر الوطني قدّم مابري تعليقات دعم حول توسيع البهائيين المعزولين لدائرة الاتصال لديهم في الجنوب. في يونيو قدّم مابري محاضرة في مركز البهائي ببوسطن بعنوان "ليأتِ ملكوتك". جاء عام 1926 بمحاضرة ألقاها مابري في مركز البهائي بعنوان "خدمة الإنسان هي خدمة الله" في أبريل، و"الحاجة إلى الفهم العالمي" في يونيو.

### الحج
كتبت سادي ملاحظات الحجاج عند وصولهم لـ"الحج في البهائية" في 11 مارس 1927. كان هناك 5 في تلك الرحلة - الأم والابنة أوغلسبي، إدوانا باول، واثنان آخران. كانت سادي ثالث حاج أسود، أول امرأة سوداء، وأول بهائي أسود يتم الترحيب به من قبل شوقي أفندي كرئيس للدين. كان الأول روبرت تيرنر، الثاني كان لويس جورج جريجوري. سادي سجلت تعليقات حول حجها. استحضرت العديد من الملاحظات التي قدمها شوقي أفندي حول القضايا العرقية في ملاحظاتها:
- "حتى تُفتح الأبواب ويجذب الناس الملونون إلى القضية فإن الناس البيض الذين ليسوا مؤمنين لن يكون لديهم ثقة في إخلاص الأصدقاء ولن يدخلوا القضية."
- "الوحدة العرقية والانسجام، التعاون والتحرر من التحيز العنصري هو المبدأ الأول. إذا لم نحافظ على المبدأ الأول، كيف يمكننا أن نأمل في الحفاظ على المبادئ التي تليه؟"

تذكرت أنها علقت على شوقي أفندي بأنها كانت متحفظة قليلاً في التحدث بشأن مسألة العرق والسعي لعقد اجتماعات بين الأعراق وحاولت منع زوجها من القيام بذلك لكن شوقي أفندي أكد على نهج ميبري وأنه ينبغي على سادي أن تكون مصرة وملحة في هذا الأمر، وأنها لم تقم بواجبها وحث على أن تكون المجتمعات المتكاملة حيث "تتم إزالة جميع الفروقات" هي حاجة مهمة للمجتمع ونموه. في نقاشاته تذكرت سادي أن الآخرين كانوا يقاطعون بالبحث عن أولويات أخرى غير وحدة الأعراق ولكن شوقي أفندي كان يؤكد باستمرار على أن وحدة الأعراق كانت هدفاً من الدرجة الأولى لأمريكا: "مشكلة أمريكا هي تأسيس الوحدة والانسجام بين البيض والملونين." في يوم آخر جرت مناقشة حول ما ينبغي القيام به إذا كانت بعض المؤسسات المنتخبة تفتقد لتمثيل الملوّنين وحث على مناقشات حول احتياجات القضية أثناء الاجتماعات ولكن ليس في وقت الانتخابات. "في الوقت الحاضر، يطغى البيض على الملوّنين." حث شوقي أفندي البهائيين على "النظر في داخل أنفسهم وإيجاد السبب في قلة عدد الملونين في القضية." لكن سادي عبرت عن الرأي بأنه بما أن البيض هم الذين تسببوا في حدوث الانفصال، فإنهم يحتاجون إلى أن يكونوا هم من يصلح الأمر وشوقي أفندي ذُكرت عنه قولها "نعم، لكن يجب أن نساعدهم." "كونوا حريصين وجادين وقويين في هذا الأمر."
في عام 1938، كان شوغي أفندي سيكتب بنفسه بشكل مباشر عن مثل هذه الأمور عبر عدة فقرات في نصه ظهور العدالة الإلهية:
فيما يتعلق بالتحامل العنصري، الذي تآكل لما يقارب قرن من الزمان وهاجم البنية الاجتماعية الكاملة للمجتمع الأمريكي، ينبغي اعتباره يشكل القضية الأكثر حيوية وتحديًا التي تواجه المجتمع البهائي في هذه المرحلة من تطوره. فإن الجهود المستمرة التي تتطلبها هذه القضية ذات الأهمية القصوى، والتضحيات التي يجب أن تُفرض، والرعاية واليقظة التي تستدعيها، والشجاعة الأخلاقية والصلابة التي تطلبها، والحكمة والتعاطف الذي تحتاجه، تمنح هذه المشكلة، التي لا يزال المؤمنون الأمريكيون بعيدين عن حلها بشكل مرضٍ، أهمية واستعجالًا لا يمكن المبالغة في تقديرهما. … فليجتهد البيض في عزمهم للمساهمة في حل هذه المشكلة، وليتخلوا مرة واحدة وإلى الأبد عن شعورهم الجوهري والمتجذر أحيانًا بتفوقهم، وليصححوا ميلهم إلى الكشف عن موقف رعائي تجاه أعضاء العرق الآخر، وليقنعوهم من خلال علاقتهم الحميمة والعفوية وغير الرسمية معهم بصدق صداقتهم وإخلاص نياتهم، وليتحكموا في نفاد صبرهم إزاء أي قلة استجابة من قِبَل شعب تلقى، لفترة طويلة، جراحًا بالغة وطويلة الشفاء. وليظهر الزنوج، من خلال جهد مقابل من جانبهم، بكل الوسائل المتاحة لهم دفء استجابتهم واستعدادهم لنسيان الماضي وقدرتهم على محو كل أثر للشك الذي قد يظل محفورًا في قلوبهم وعقولهم. فلا يعتقد أحد الطرفين أن حل مثل هذه المشكلة الواسعة هو مسألة تخص الآخرين فقط. ولا يظن أحد منهم أن مثل هذه المشكلة يمكن حلها بسهولة أو بسرعة. ولا يظن أحد منهم أنهم يمكنهم الانتظار بثقة لحل هذه المشكلة حتى تُتخذ المبادرة وتُخلق الظروف المواتية من قبل هيئات تقف خارج مدار دينهم. ولا يظن أحد منهم أن أي شيء أقل من المحبة الحقيقية، والصبر الشديد، والتواضع الحقيقي، والبراعة المكتملة، والمبادرة السليمة، والحكمة الناضجة، والجهد المتعمد والمستمر والمتضرّع، يمكن أن ينجح في محو البقعة التي تركها هذا الشر الواضح على الاسم الجميل لبلدهم المشترك.
تقول سادي إنهم كانوا هناك لمدة 20 يومًا. خلال هذه الفترة، ألقى مبري محاضرة في قاعة تشونسي حول "التحقيق المستقل للحقيقة".
بعد عودتها، أرسلت سادي رسالة إلى المؤتمر الوطني قرأتها السيدة أوبر بشأن الدعوة للوحدة عبر الحدود العرقية والاثنية. كانت هناك الراحلة بالحج إدوينا باول والتي كررت تجربة سادي بالحج مع الجَو شوقي أَفَندِي حول قضية الوحدة.

### الإجراء

#### مؤتمر التآلف العرقي لعام 1927
لم يتم تسجيل حضور آل أولغيسبي في الجهود البهائية المبكرة على المشاركة العامة في التآلف العرقي - ما يسمى مؤتمرات التآلف العرقي - التي بدأت بجدية في عام 1921. ومع ذلك، في اجتماع التآلف العرقي لعام 1927 في مدرسة غرين أكر البهائية، وهي مؤسسة رئيسية للدين، تم ملاحظة صادي مؤخراً عائدة من الحج مع إدونا باول وشاركتا معاً مناشداتهما المشتركة للتآلف العرقي. ظهرت تغطية لهذا أيضاً في شيكاغو ديفندر.

#### اجتماعات 1928
تشاوديي ترأست المؤتمر العام الرابع لرعاية البهائية لـ"الوئام والسلام بين الأعراق" في قاعة تشاوسي في بوسطن في 18 مارس. تحدثت مارجريت سلاتري. كانت سلاتري في ذلك الوقت كاتبة/متحدثة معروفة لها اهتمامات في الدين والنساء. زارت سادي مكاتب شيكاغو ديفندر خلال المؤتمر الوطني في شيكاغو، وتمت إقامة استقبال لها بعد ذلك. كما زارت سادي ميلووكي في عام 1928.
ساديا كانت مع فيليب مارانجيلا وويليام راندل، (امرأة سوداء على المسرح مع رجلين بيض،) في غرين آكر في أغسطس يتحدثون عن تعاليم الدين و"ماذا يعني لأولئك الذين يكرسون أنفسهم بإخلاص له." في نوفمبر ظهر مابري كواحد من أربعة متحدثين في الجلسة الثانية لمؤتمر الأخوة العنصرية في غرين آكر مع كيث رانسوم-كيلر، أغنيس بارسونز، وماري ماكسويل، (المعروفة لاحقًا باسم روحية خانم،) كرجل أسود مع ثلاث نساء بيض.

#### اجتماعات 1929
ذهب آل أوغليسبي إلى المؤتمر الوطني وأغلق موبري مؤتمراً وطنياً بعد المؤتمر لتعزيز الدين في بوسطن. نقل موبري تعليقاً نسبته سادي إلى شوغي أفندي يفيد بأن كلا العرقين سيتعين عليهما تقديم تنازلات لبناء الوحدة حول مشكلة العرق.

### مصنع بوسطن
عُقدت في مصنع بوسطن اجتماعتان حول الصداقة بين الأجناس في عام 1930 - تحدثت صادية في الأول وتحدثت السيدة والتر كورستين في الثاني.
التعداد السكاني لعام 1930 يقول إن جميع جيران أوغليسبي تقريباً كانوا مهاجرين بولنديين أو روس يعيشون في 40 والنت بارك.
في عام 1933-1934 كانت سادي أمينة صندوق الجمعية الروحية في بوسطن بينما كانت الكساد الكبير في الولايات المتحدة مستمرة.
في مؤتمر سباق الصداقة في يوليو 1933 في جرين أكر، كانت صدي من بين الذين تحدثوا في الجلسة الثانية حيث شاركت التعليمات التي أعطاها لها شوقي أفندي حول العلاقات العرقية. في المؤتمر الوطني لعام 1934 كانت صدي واحدة من المندوبين من بوسطن.
المعلومات أصبحت شحيحة أكثر تدريجيًا مع تقدم الثلاثينيات. واصل موبري العمل كعامل بولمان في عام 1935 أخبرت لويز ج جريجوري أن مجتمع البهائيين في بوسطن كان متكاملًا مع نسبة كبيرة ملونة وبشكل كبير من خلال عمل صادي. كان منزل صادي من بين المنازل التي استضافت بعض الدروس الأسبوعية التي عُقدت في بوسطن.
كانت سادي واحدة من المندوبين لمؤتمر الوطني لعام 1936 من بوسطن، وانتُخب مابري رئيسًا لفرع بوسطن المحلي لجمعية حمالين عربات النوم في عام 1936.
كانِت سادي سكرتيرة المحفل الروحي البهائي في بوسطن في عام 1937. ومرة أخرى في عام 1940 في منتصف العام.
وجد تعداد عام 1940 عائلة أوجليزبي في شارع غرب سبرينغفيلد. في اجتماع وحدة العرق عام 1941 في جرين أيكر، قرأت صادي الصلوات والاقتباسات في جلسة صباح الأحد يوم 10 أغسطس.
من غير الواضح متى، ولكن في عام 1946 قال جريجوري وأوبر أن ميبري كان أيضًا عضوًا في جمعية بوسطن لمدة 14 عامًا.

### أمَّةُ الله سادي أوغلسبي
منذ عام 1943 بدأت سادي سلسلة من المحاضرات واتخذت الاسم أمَّةُ الله، الذي يعني بالعربية "خادمة الله"، والذي استخدمته في الإعلانات الصحفية لمحاضراتها وكذلك داخل مجتمع بوسطن. في نوفمبر كانت محاضرتها بعنوان "حق المولود". في مارس 1944 قدمت محاضرة بعنوان "خطوة بخطوة مع الأنبياء". في يوليو قدمت "التحري المستقل للحق"، و"الحب الإلهي" مساء الأحد في أغسطس. في مارس 1945 كانت محاضرتها بعنوان "يوم الأيام".
مابري توفي في 19 مايو 1945.
عادت سادي في حديثها "التحقيق" في يونيو. في أغسطس كان حديثها بعنوان "عهد الله". في ديسمبر كان حديثها بعنوان "المجيء الثاني للمسيح"، وكان آخر حديث معروف لها "الدعوة إلى الواقع" في مارس 1946.
توفيت أمّة الله سادي أوغلسبي في فبراير 1956.

## طالع
- البهائية في بوسطن الكبرى
- وحدة الإنسانية في البهائية